# Georgi Ivanov (auteur)

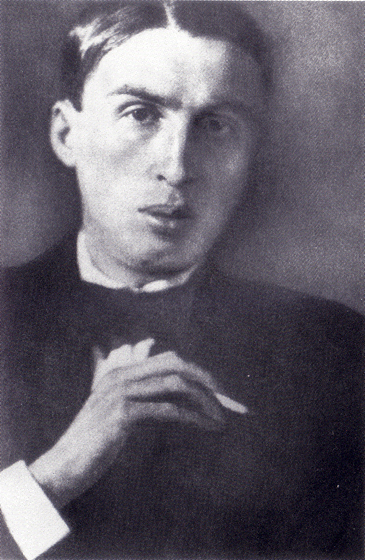
Georgi Ivanov

Georgi Vladimirovitsj Ivanov (Russisch: Георгий Владимирович Иванов) (Kovno, 29 oktober 1894 – Var, 26 augustus 1958) was een Russisch schrijver, dichter en publicist en een vooraanstaand Russisch emigrant.

## Leven en werk
Als zoon van een bankier kende Ivanov een onbezorgde jeugd. Al vroeg schreef hij pretentieuze verzen onder invloed van Baudelaire en de Franse symbolisten. Later flirtte hij wat met het Russisch futurisme om vervolgens verzeild te raken in de kringen van het acmeïsme. Hij werd beschouwd als een van de meest talentvolle pupillen in het door Nikolaj Goemiljov en Sergej Gorodetski in 1910 opgerichte ‘Dichtersgilde’.
Ivanov emigreerde na de Russische Revolutie als enige dichter uit de kring der acmeïsten naar het westen (Frankrijk), waar hij zich na 1930 nadrukkelijk promootte als de laatste overlevende dichter van de zilveren generatie. Hij dikte dat nog eens aan in zijn memoires Petersburgse Winters, waarin hij zijn rol binnen het acmeïsme duidelijk overdreef en fictionaliseerde. Mede ook door zijn arrogante stijl en besliste (maar vaak controversiële) oordelen over Russische literatuur won hij zo in bepaalde emigratiekringen veel respect, maar zijn houding zette ook kwaad bloed bij veel van zijn Russische tijdgenoot-schrijvers. Hij voerde in de jaren dertig felle, soms vijandige discussies met in Berlijn verblijvende emigrantenschrijvers, onder wie Vladimir Nabokov, die later Ivanov scherp hekelde in zijn beroemde verhaal Lente in Fialta.
Tegen het einde van zijn leven zonk Ivanov steeds verder weg in alcoholisme en moedeloosheid. Zijn persoonlijke wanhoop kwam de kwaliteit van zijn poëzie echter zeer ten goede: de gedichten uit de laatste tien jaar van zijn leven (in een voor hem nieuwe, originele, minder classicistische, soms zelfs nihilistische stijl), worden tegenwoordig algemeen beschouwd als de beste uit zijn oeuvre en van hoog literair niveau. Hij wordt met name om zijn late werk wel genoemd als een der grondleggers van de existentialistische poëzie.
Ivanov stierf in 1958 aan de Côte d'Azur. Zijn vrouw Irina Odojevtseva keerde na de perestroika nog terug naar de Sovjet-Unie en overleed daar in 1990.

## Gedicht
Wat geeft me eigenlijk het recht u te verwijten
Dat het me slecht vergaat?
De tijd is lang voorbij dat we in termen pleitten
Van goed en kwaad.
U liet me doodgaan. Daar heeft u op zich gelijk in.
‘Een dichter of zoiets…’
De dichtkunst, Ruslands eeuwige verrijking –
Het doet u niets.
(vertaling Peter Zeeman)